# Complex de arhitectură tradițională (Susleni)
Complex de arhitectură tradițională este un complex de clădiri amplasat în Susleni, raionul Orhei, Republica Moldova. Este un monument de arhitectură populară de importanță națională inclus în Registrul monumentelor Republicii Moldova ocrotite de stat cu nr. 1229 (raionul Orhei). Datează de la sf. sec. XIX.